# Gilda
A Gilda női név egy bizonytalan eredetű olasz névből származik, ami Verdi Rigoletto című operája szereplőjének a neve.

## Gyakorisága
Az 1990-es években szórványos név, a 2000-es években nem szerepel a 100 leggyakoribb női név között.

## Névnapok
- április 19.[2]
- szeptember 1.[2]

## Híres Gildák
- Rigoletto lánya a Rigoletto című operában
- Saly Németh Gilda (festőművész)